# Fūjin
Fūjin (風神?) es un Dios de la cultura japonesa, aparece como un Oni de color verde o azul, y encuentra su culto en la tradición Shinto y Budista.

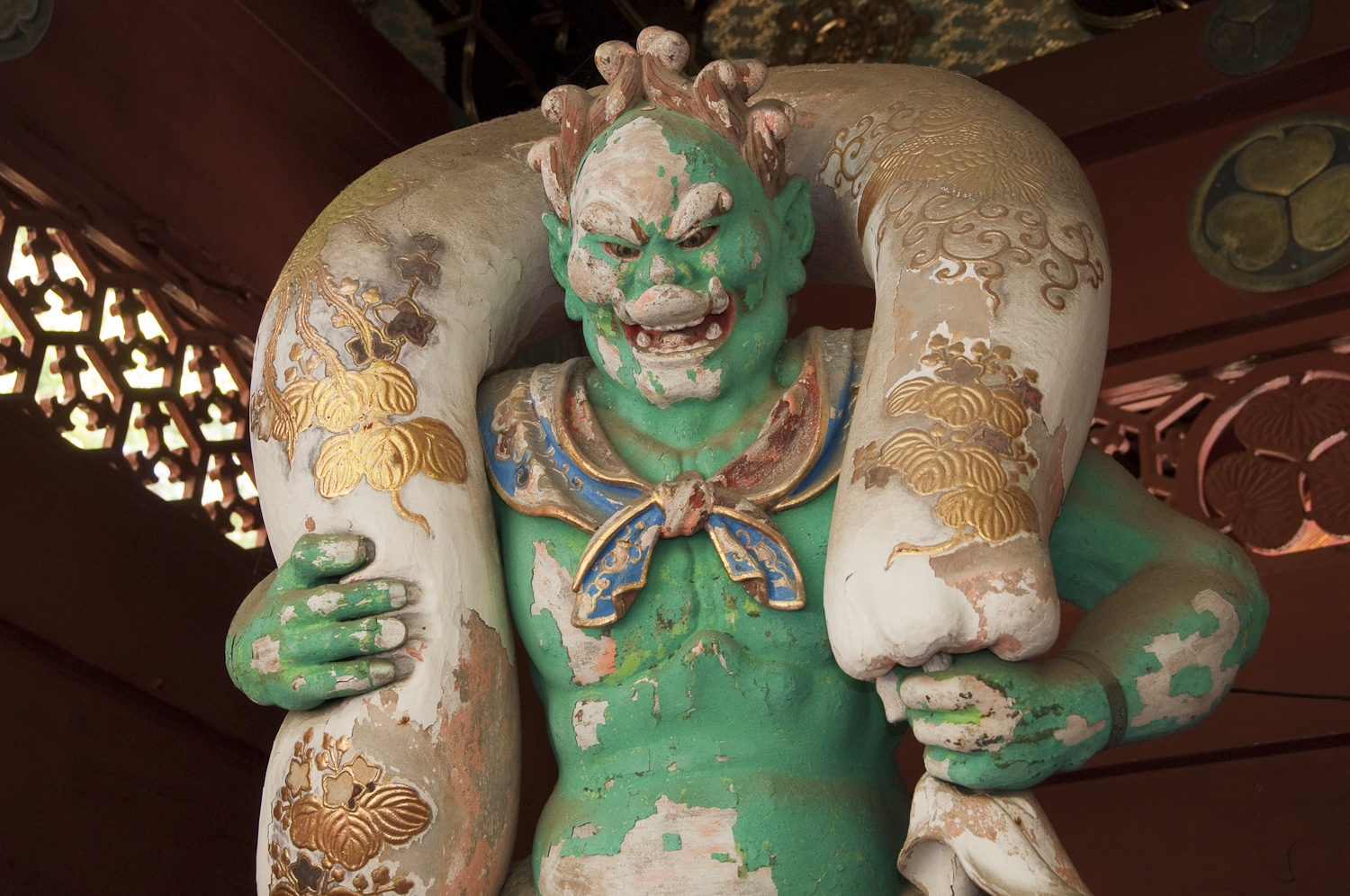
Estatua en Taiyū-in en Nikko

Es representado junto con Raijin, y se pueden encontrar en las entradas de varios templos budistas, y varias pinturas y estatuas.
Fujin y Raijin son dos figuras muy populares en la cultura pop japonesa, de hecho aparece en varios Manga, Anime y Videojuegos.
Con la difusión del arte Ukiyo-e en el período Edo, Raijin y Fujin empezaron a expandirse, por todo el país, uno de los ejemplos más evidentes es la pintura aquí abajo hecha por el artista Tawaraya Sōtatsu.
Esta obra es muy famosa, y fue fuente de inspiración para muchos artistas, y entró en la cultura popular tanto que en las obras mediáticas hay muchísimas referencias a esta obra.
FUJIN EN JAPON:

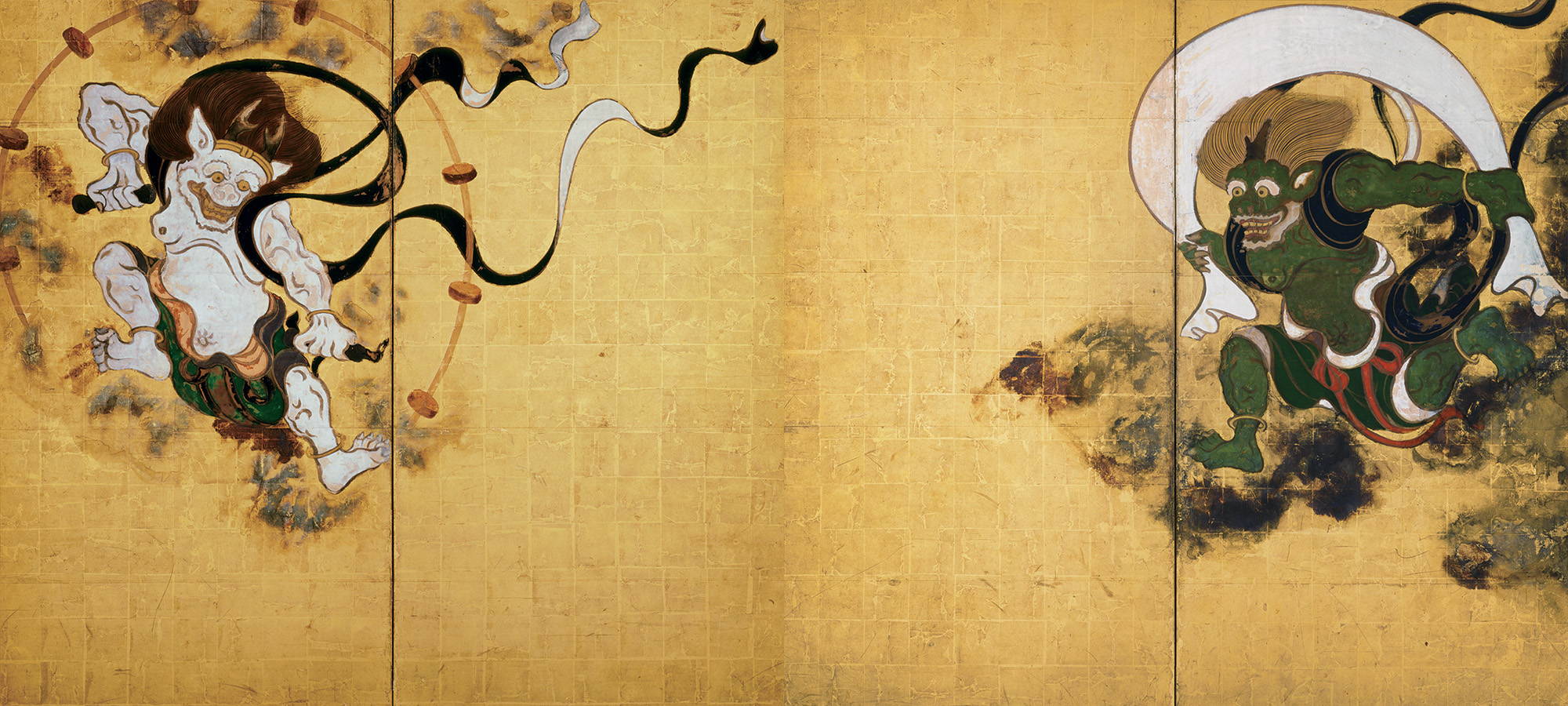
Fūjin-raijin-zu por Tawaraya Sōtatsu, Fujin situado a la derecha.

En la mitología japonesa, en los textos como el Kojiki y el Nihonshoki, el Dios del viento es Shina-Tsu-Hiko-no-Kami hijo de Izanagi y Izanami durante el Kami-Umi.
En el Nihonshoki se dice que Shina-Tsu-Hiko-no-Kami es llamado también Shina-To-Be-no-Mikoto, aunque si en varios santuarios se considera como su hermana.

## Orígenes

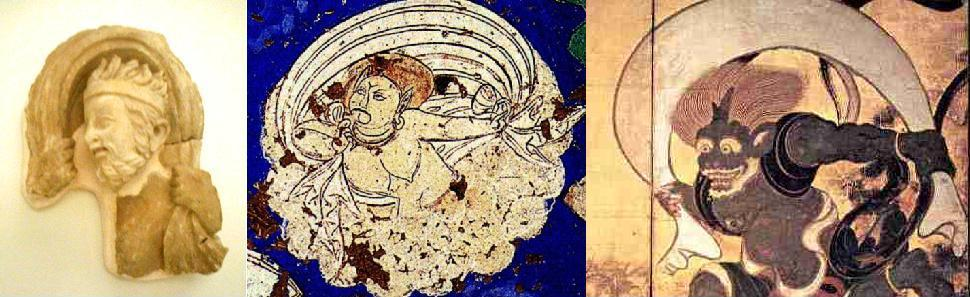
Evolución iconográfico del Dios del Viento. Izquierda: Griego viento Dios (Arte greco-budista de Gandhara), Hadda, siglo segundo medio: Dios del viento de Kizil, Cuenca del Tarim, siglo séptimo derecha: Dios del viento japonesa Fūjin, del.

La iconografía de Fujin parece tener su origen en los intercambios culturales a lo largo de la Ruta de la Seda. 
La forma de Oni podría venir de un sistema originario del taoísmo, donde cada dirección representaba algo, una de las direcciones desfavorables era la dirección de Buey-Tigre, que era llamada Kimon (鬼門) o puerta de los Oni, y se decía que era una posición de donde llegaban a todos los males y mala suerte.
A partir del periodo helenístico, periodo en el que Grecia ocupó partes de Asia Central y la India, en particular se supone que sería el dios Varuna del hinduismo.
Se dice que también Fujin es la representación japonesa del dios griego Bóreas, o también de la figura del dios Eolo. 
Fujin es una representación de la mezcla de culturas que hubo en Japón durante su historia, y se habla principalmente de una divinidad que no forma parte del panteón japonés original, sino que fue una divinidad importada por los extranjeros.
También el dios griego del viento Boreas se convirtió en el dios Wardo en el arte greco-budista, a continuación, una deidad del viento en China (frescos de la cuenca del Tarim), y finalmente el dios del viento japonés Fūjin.

## En la cultura popular

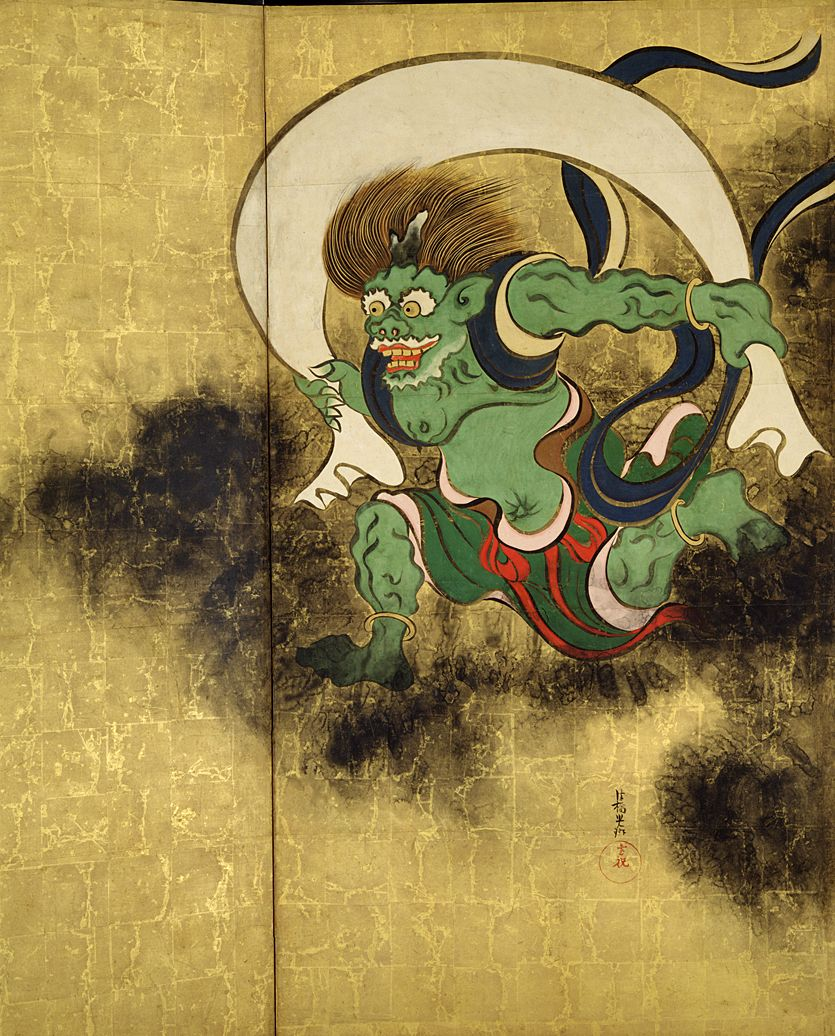
El viento japonesa dios Fujin, Sōtatsu, del.

- En los días actuales, podemos ver varias representaciones de estos dioses, como en el juego Mortal Kombat: Raiden y Fujin.
- En Naruto, la serie de anime, unas características de Fujin se atribuyen a la serie, así como de Raijin como al protagonista y su rival.
- En Final Fantasy 8, Raijin y Fujin (Viento y Trueno) son los seguidores de Seifer Almasy, el rival del personaje principal, y hay que enfrentarlos en un par de ocasiones.
- En la franquicia pokémon, uno de los pokémon de la quinta generación, Tornadus, está basado en este dios.
- En el manga Hoshi no Samidare, el caballero perro Shinonome Hangetsu era apodado "Fūjin" debido a sus habilidades en combate.
- En el manga Hajime no Ippo, Ippo Makunouchi, es apodado "Dios del Viento" y su rival, Ichiro Miyata, "El dios del Rayo".
- En el Anime Yaiba, se representan mediante el Dios del trueno y el Diablo del viento, contando la misma historia que el Diablo del viento corto el brazo al Dios del trueno en una batalla con sus respectivas espadas de la serie.
- En el videojuego de móvil War Robots hay 2 robots llamados "Fujin" y "Raijin", en honor a los dioses homónimos.
- En el videojuego Fire Emblem Fates, el hermano menor del avatar, Takumi, lleva el yumi Fujin, un arco sagrado de gran poder.
- En el videojuego World of Warships, podemos encontrar al destructor japonés de tier V "Fujin" de la clase Kamikaze.
- En el videojuego Monster Hunter Rise, el monstruo Wind Serpent Ibushi representa a este dios y su contraparte, el monstruo Thunder Serpent Narwa representa a "Raijin". En dicho videojuego, ambos monstruos están considerados dragones ancianos.

- Datos: Q1483957
- Multimedia: Fujin / Q1483957